# Anglars e Nosac
Anglars e Nosac (en francès Anglars-Nozac) és un municipi francès situat al departament de l'Òlt i a la regió d'Occitània.

## Demografia
| 1962                                       | 1968 | 1975 | 1982 | 1990 | 1999 | 2006 |
| ------------------------------------------ | ---- | ---- | ---- | ---- | ---- | ---- |
| 263                                        | 283  | 222  | 243  | 276  | 260  | 294  |
| Des de 1962: població sense dobles comptes |      |      |      |      |      |      |

## Administració
| Període   | Identitat    | Partit |
| --------- | ------------ | ------ |
| 1989-2008 | Robert Laval |        |
| 2008-     | Pascal Pavan |        |